# 숙덕황후
숙덕황후 윤씨(淑德皇后 尹氏, 생몰년 미상)는 북송 태종(太宗)의 첫번째 부인이다. 송나라 건국 이전에 사망하여, 태종 즉위 후에 황후로 추존되었다.

## 생애
윤씨는 상주(相州) 업 출신으로, 윤정훈(尹廷勛)과 부씨(符氏) 사이에서 태어났다. 조광의가 후주(後周)의 저주자사(滁州刺史)인 윤정훈의 딸 윤씨를 첫번째 부인으로 맞아 혼인하였으나 송나라 건국 이전에 사망하였다.
조광의는 윤씨와 사별하고 부씨(의덕황후)와 재혼하였는데, 송사(宋史)에 현덕연간(954년~960년)에 재취하였다는 기록으로 보아 954년 이전에 사망한 것으로 추측된다.
977년(태평흥국 2년) 태종이 '숙덕(淑德)'의 시호를 내리고 황후로 추존하였다.

## 가족 관계

### 부모
- 부 : 윤정훈(尹廷勛)
- 모 : 부씨(符氏)

### 남편
- 태종(太宗, 939년 ~ 997년) : 북송의 제2대 황제